# .bo
A .bo Bolívia internetes legfelső szintű tartomány kódja, melyet 1991-ben hoztak létre. A BolNet tartja karban.

## Második szintű tartománykódok
- com.bo – kereskedelmi szervezeteknek.
- net.bo – hálózatfenntartóknak.
- org.bo – nonprofit szervezeteknek.
- tv.bo – televízióknak, médiaszervezeteknek.
- mil.bo – katonaságnak.
- int.bo – nemzetközi szervezeteknek.
- gob.bo – kormányzati szervezeteknek.
- gov.bo – kormányzati szervezeteknek.
- edu.bo – oktatási intézményeknek.